# Forte da Urzelina

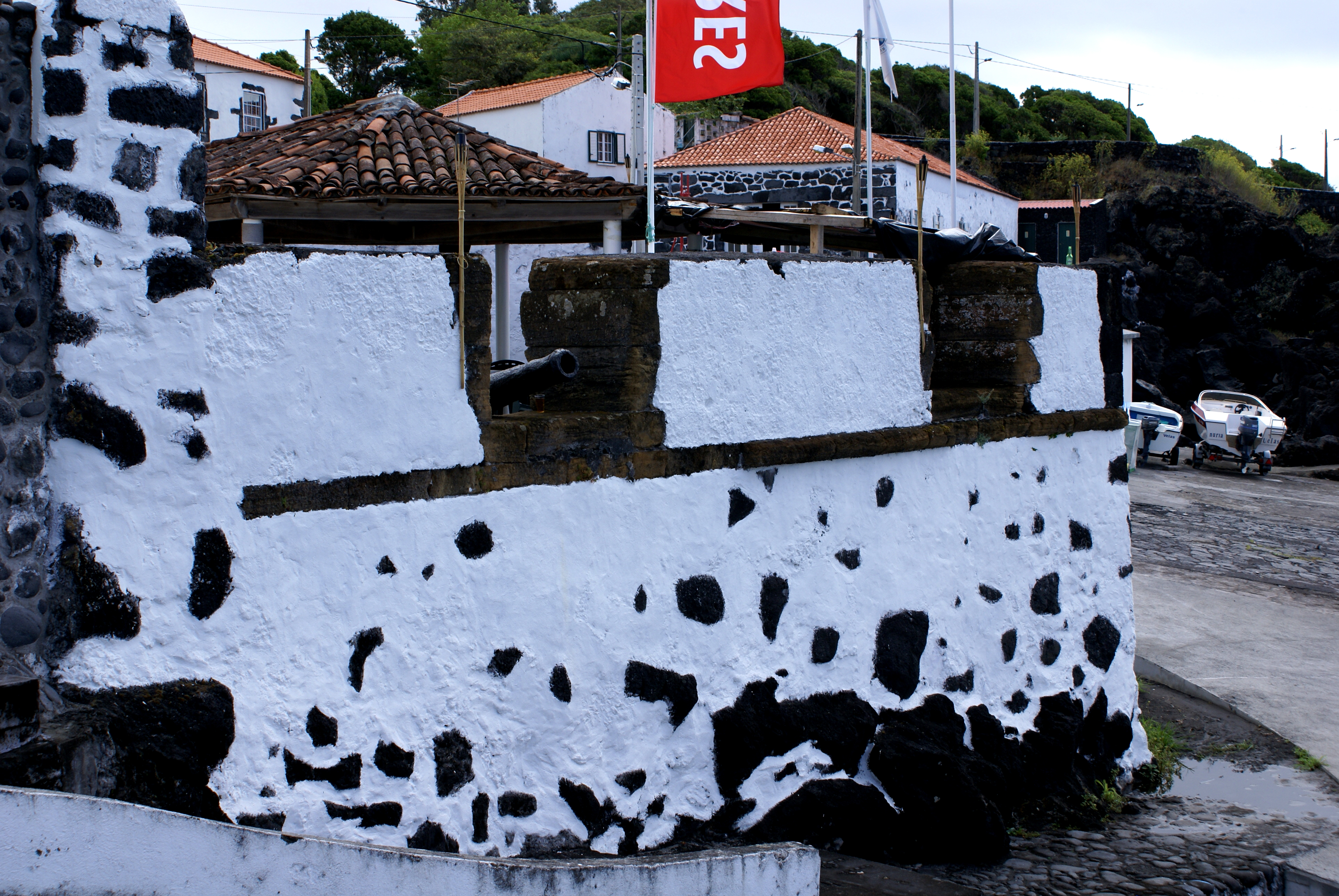
Forte da Urzelina, ilha de São Jorge.

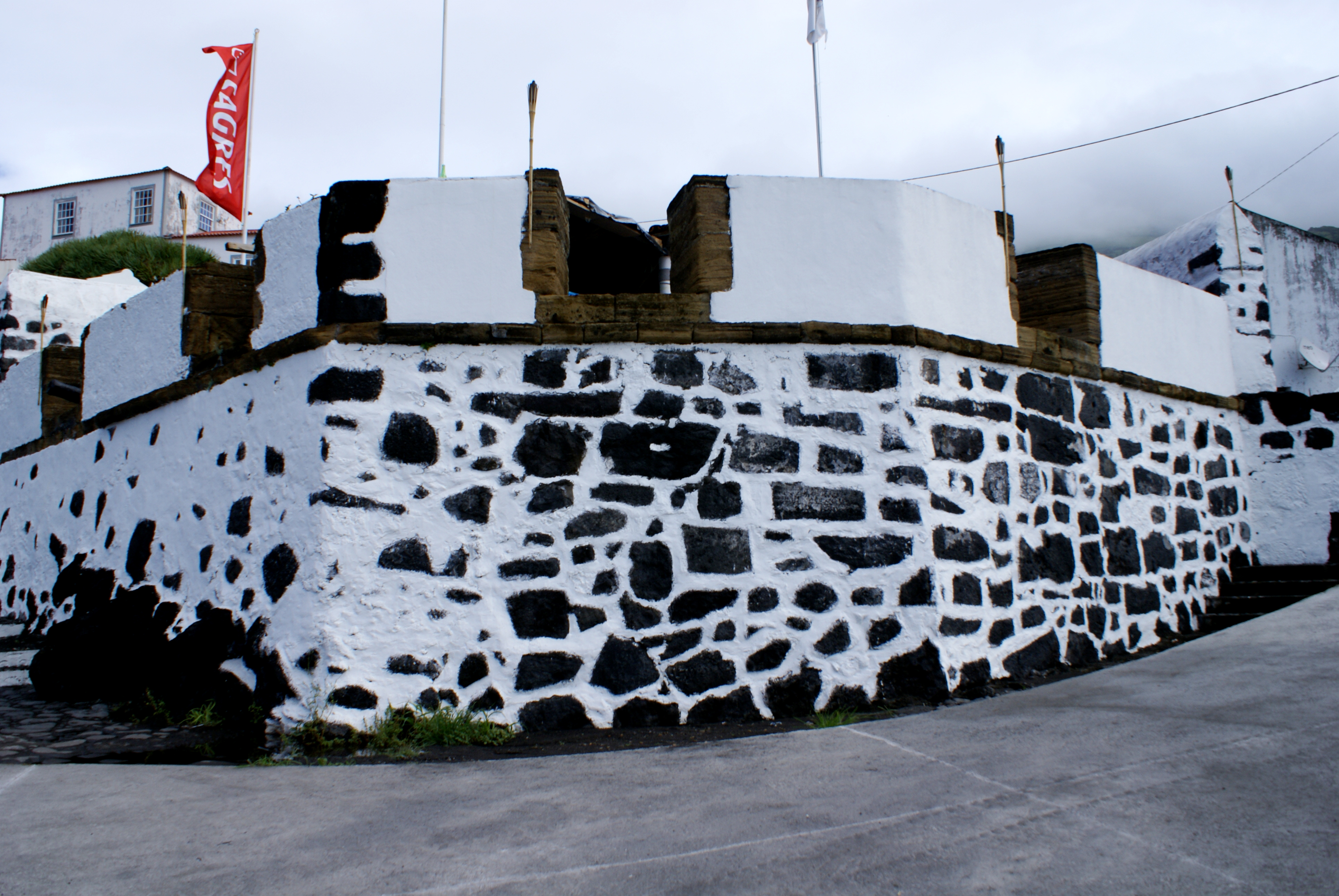
Forte da Urzelina: muralha sul.

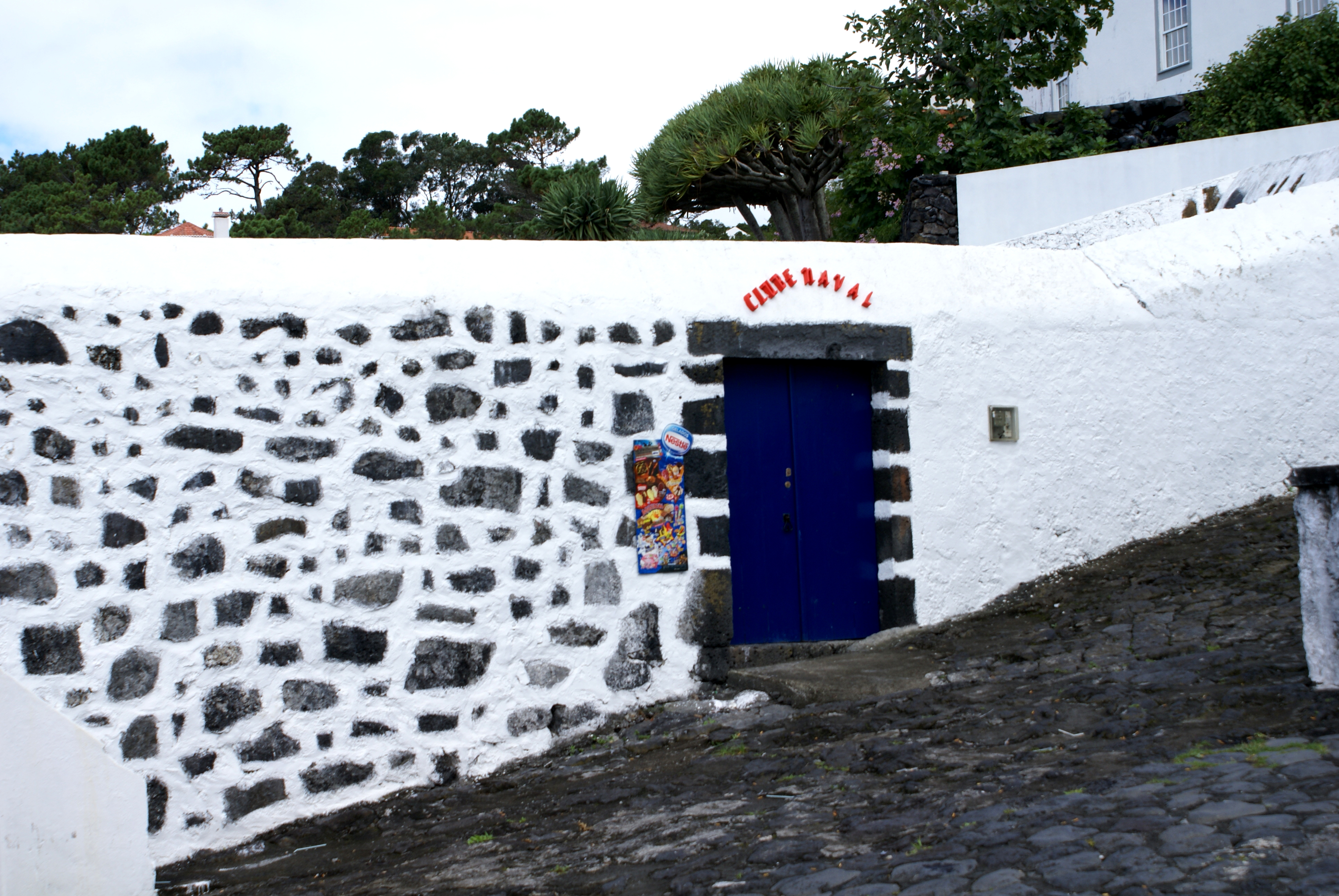
Forte da Urzelina: acesso às muralhas.

O Forte da Urzelina, também referido como Forte do Castelinho e Forte dos Casteletos, localiza-se no porto da Urzelina, freguesia de mesmo nome, concelho das Velas, na costa sul da ilha de São Jorge, nos Açores.
Em posição dominante sobre este trecho do litoral, constituiu-se em uma fortificação destinada à defesa deste ancoradouro contra os ataques de piratas e corsários, outrora frequentes nesta região do oceano Atlântico.

## História
Remonta possívelmente à primeira metade do século XVI.
No contexto da Guerra da Sucessão Espanhola (1702-1714) encontra-se referido como "O Forte do Porto da Urzelina." na relação "Fortificações nos Açores existentes em 1710".
Desde 1808 é o único baluarte sobre o porto, após o outro ter sido destruído pela erupção vulcânica desse ano.
Durante a Guerra Civil Portuguesa (1828-1834) abrigou em suas dependências um destacamento militar.
A "Relação" do marechal de campo Barão de Bastos em 1862 informa que "Tem uma pequena caza de guarda arruinada", e que se encontrava em grande ruína e abandonado desde longos anos.
Encontra-se referido no Tombo de 1883.
No contexto da Segunda Guerra Mundial, em 1941 o imóvel foi entregue em péssimo estado ao Ministério das Finanças.
Ao final do século XX, o forte foi recuperado graças à iniciativa da Junta de Freguesia da Urzelina, constituindo-se em um exemplo de recuperação de património histórico-militar a nível local.
Atualmente em bom estado, ornado com uma antiga peça de artilharia, nele se encontra instalada a sede do Clube Naval da Urzelina.

## Características
Do tipo abaluartado, de pequenas dimensões, apresenta planta no formato de um hexágono irregular. Em seus muros rasgam-se quatro canhoneiras.